# Lobocleta conversa
Lobocleta conversa là một loài bướm đêm trong họ Geometridae.